# Circuit de Pyynikki
El circuit de Pyynikki, conegut també com a circuit de Tampere, fou un circuit urbà de Tampere, a Finlàndia. Amb una longitud de 3,608 km que es recorrien en sentit horari, el circuit discorria per un parc i carrers públics del districte de Pyynikki. Les curses que s'hi celebraven eren conegudes com a "Pyynikinajot"  i es van celebrar en una primera etapa de 1932 a 1939. Després d'una interrupció provocada per la Segona Guerra Mundial, es van recuperar el 1946 i es van mantenir fins al 1971.
Durant les temporades de 1962 i 1963, el circuit va ser seu del Gran Premi de Finlàndia, puntuable per al campionat del món de motociclisme. Com que el circuit era massa estret, però, el Gran Premi es va traslladar al circuit d'Imatra a partir de 1964.
El 1971 es van prohibir les curses al circuit de Pyynikki per motius de seguretat. Justament aquell any, el futur campió del món Jarno Saarinen hi havia guanyat dues curses al darrer "Pyynikinajot" de la història.